# عذرا حسینی
عذرا حسینی همچنین معروف به عذرا بنی‌صدر، همسر ابوالحسن بنی‌صدر (اولین رئیس‌جمهور ایران) بود.

## زندگی
عذرا حسینی در ۷ شهریور ۱۳۴۰ با ابوالحسن بنی‌صدر، همشهری و فرزند همسایه ازدواج کرد و حاصل ازدواجشان دو دختر و یک پسر شد. وی پس از خروج ابوالحسن بنی‌صدر از ایران بازداشت شد و به دستور سید محمد بهشتی آزاد گردید.